# Municipio de Mingo (Misuri)
El municipio de Mingo (en inglés: Mingo Township) es un municipio ubicado en el condado de Bates en el estado estadounidense de Misuri. En el año 2010 tenía una población de 237 habitantes y una densidad poblacional de 3,54 personas por km².

## Geografía
El municipio de Mingo se encuentra ubicado en las coordenadas 38°25′39″N 94°6′48″O / 38.42750, -94.11333. Según la Oficina del Censo de los Estados Unidos, el municipio tiene una superficie total de 67.02 km², de la cual 66,69 km² corresponden a tierra firme y (0,49 %) 0,33 km² es agua.

## Demografía
Según el censo de 2010, había 237 personas residiendo en el municipio de Mingo. La densidad de población era de 3,54 hab./km². De los 237 habitantes, el municipio de Mingo estaba compuesto por el 99,16 % blancos, el 0,84 % eran de otras razas. Del total de la población el 0,84 % eran hispanos o latinos de cualquier raza.